# Kate
Kate er et pigenavn, der er en engelsk afledning af Katharina. I mange tilfælde bruges navnet som kaldenavn for personer, der er navngivet med Katharina eller en variant heraf. Varianter af navnet omfatter blandt andet Kathe, Katie, Kathy, Katy, Ketty, Cate, Cathe og Cathy. Et af disse navne bæres af mere end 7.500 danskere ifølge Danmarks Statistik.

## Kendte personer med navnet
Bemærk, at flere af disse personer er kendt under navnet Kate eller en variant, men i virkeligheden bærer et længere navn baseret på Katharina.
- Kathy Bates, amerikansk skuespiller.
- Kate Beckinsale, engelsk skuespiller.
- Cate Blanchett, amerikansk skuespiller.
- Kate Bush, engelsk musiker og komponist.
- Katy Bødtger, dansk sanger.
- Kate Fleron, dansk journalist og redaktør.
- Cathy Freeman, australsk atlet.
- Katie Holmes, amerikansk skuespiller.
- Kate Hudson, amerikansk skuespiller.
- Kate McGarrigle, canadisk musiker og komponist.
- Katie Melua, georgisk-britisk musiker.
- Kate Mundt, dansk skuespiller.
- Mary-Kate Olsen, amerikansk skuespiller.
- Katy Valentin, dansk skuespiller.
- Kate Winslet, engelsk skuespiller.
- Ketty Kjærbye Kristensen, dansk læge.

## Navnet anvendt i fiktion
- Kate Warner er en figur i tv-serien 24 Timer.
- Kate Austen er en figur i tv-serien Lost.
- Cate Archer er en figur i computerspillet No One Lives Forever og efterfølgeren hertil.
- Cathy's Clown er en sang med The Everly Brothers.
- Kathy's Song er en sang af og med Paul Simon.